# Stupnice intenzity tropických cyklón
Stupnice intenzity tropických cyklón jsou škály používané ke klasifikaci tropických cyklón podle jejich intenzity. Používaných stupnic je několik, v různých oblastech tvorby tropických cyklón jsou používány různé stupnice. Základním údajem, ze kterého všechny stupnice vycházejí, je maximální naměřený průměr rychlostí větrů za určitý časový úsek.

## Saffirova–Simpsonova stupnice
Asi nejznámější škálou je Saffirova–Simpsonova stupnice. Ta je používána primárně pro klasifikaci hurikánů v Atlantiku, v severovýchodním a středním Pacifiku. Za monitoring tropických cyklón v severním Atlantiku a v severovýchodním Pacifiku zodpovídá americké Národní centrum pro hurikány (National Hurricane Center, NHC) se statusem regionálního specializovaného meteorologického centra a sídlem v Miami (RSMC Miami). Za monitoring tropických cyklón ve středním Pacifiku pak zodpovídá Středopacifické centrum pro hurikány (Central Pacific Hurricane Center, CPHC), se sídlem v Honolulu a také se statusem RSMC (RSMC Honolulu). Kritériem pro klasifikaci hurikánu je maximální naměřený průměr rychlostí větrů za dobu 1 minuty.
Vzhledem k tomu, že Joint Typhoon Warning Center (JTWC) monitoruje pro potřeby amerických státních institucí tropické cyklóny v západním a jižním Pacifiku i v Indickém oceánu, přičemž zveřejňované údaje počítají právě s rychlostí přetrvávajících větrů po dobu 1 minuty, lze většinu současných tropických cyklón klasifikovat podle této stupnice. Regionální specializovaná meteorologická centra (RSMC) a místní meteorologické agentury však v těchto oblastech používají vlastní stupnice, od kterých odvozují své vlastní systémy varování.

## Stupnice Tajfunové komise WMO
Tato stupnice je používána pro klasifikaci tropických cyklón v severozápadním Pacifiku. Za monitorování cyklón v této oblasti je zodpovědné regionální specializované meteorologické centrum v Tokiu (RSMC Tokio). Kritériem pro klasifikaci tropické cyklóny je maximální naměřený průměr rychlostí větrů za dobu 10 minut. Nejvyšší stupeň na této stupnici, cyklóna s větry přes 118 km/h, je označován jako tajfun. Další dělení této kategorie základní stupnice nemá, ale regionální meteorologické agentury – čínská, hongkongská, filipínská i japonská – používají pro "tajfuny" každá vlastní podrobnější dělení, od kterých následně odvozují úrovně svých varování.
Americké Joint Typhoon Warning Center používá pro oblast severozápadního Pacifiku vlastní klasifikaci, která používá maximální naměřený průměr rychlostí větrů za dobu 1 minuty a je tedy srovnatelná se Saffirovou–Simpsonovou stupnicí. Tropické cyklóny s rychlostí větru 119–239 km/h jsou v této klasifikaci označovány jako tajfuny (toto označení tedy odpovídá tropické cyklóně kategorií 1-3, či slabší tropické cyklóně kategorie 4 na Saffirově–Simpsonově stupnici), tropická cyklóna o rychlosti větrů vyšší než 240 km/h je supertajfun (odpovídá silnější tropické cyklóně kategorie 4 nebo tropické cyklóně kategorie 5 na Saffirově–Simpsonově stupnici).

## Indická stupnice
Za monitorování cyklón v severním Indickém oceánu je zodpovědná Indická meteorologická agentura (IMD), konkrétně pak regionální specializované meteorologické centrum v Novém Dillí (RSMC New Delhi). Kritériem pro klasifikaci tropické cyklóny je maximální naměřený průměr rychlostí větrů za dobu 3 minut.

## Francouzská stupnice
Météo-France, konkrétně jeho pobočka na ostrově Réunion, Regionální meteorologické centrum La Reunion (RSMC La Reunion), zodpovídá za monitorování tropických cyklón v jihozápadním Indickém oceánu. Kritériem pro klasifikaci tropické cyklóny je maximální naměřený průměr rychlostí větrů za dobu 10 minut.

## Australská stupnice
Tato stupnice je primární stupnicí používanou pro klasifikaci tropických cyklón v jižním Pacifiku a v jihovýchodním Indickém oceánu. Používají jí tedy meteorologické agentury Indonésie, Austrálie či Fidži a příslušná RSMC/TCWC (TCWC Jakarta, TCWC Perth, TCWC Darwin, TCWC Brisbane, TCWC Port Moresby, RSMC Nadi). Kritériem pro klasifikaci tropické cyklóny je maximální naměřený průměr rychlostí větrů za dobu 10 minut.

## Porovnání jednotlivých stupnic
| Klasifikace tropických cyklón | Klasifikace tropických cyklón                | Klasifikace tropických cyklón                     | Klasifikace tropických cyklón    | Klasifikace tropických cyklón | Klasifikace tropických cyklón | Klasifikace tropických cyklón   | Klasifikace tropických cyklón | Klasifikace tropických cyklón                   |
| Beaufortova stupnice          | Přetrvávající větry 1 minuta (NHC/CPHC/JTWC) | Přetrvávající větry 10 minut (WMO/JMA/MF/BOM/FMS) | SV Pacifik & S Atlantik NHC/CPHC | SZ Pacifik JTWC               | SZ Pacifik JMA                | S Indický oceán IMD             | JZ Indický oceán MF           | Austrálie & J Pacifik BOM/FMS                   |
| ----------------------------- | -------------------------------------------- | ------------------------------------------------- | -------------------------------- | ----------------------------- | ----------------------------- | ------------------------------- | ----------------------------- | ----------------------------------------------- |
| 0–7                           | <32 uzlů (37 mph; 59 km/h)                   | <28 uzlů (32 mph; 52 km/h)                        | Tropická deprese                 | Tropická deprese              | Tropická deprese              | Deprese                         | Zóna poruchy                  | Tropická porucha Tropická deprese Tropická níže |
| 7                             | 33 uzlů (38 mph; 61 km/h)                    | 28–29 uzlů (32–33 mph; 52–54 km/h)                | Tropická deprese                 | Tropická deprese              | Tropická deprese              | Hluboká deprese                 | Tropická porucha              | Tropická porucha Tropická deprese Tropická níže |
| 8                             | 34–37 uzlů (39–43 mph; 63–69 km/h)           | 30–33 uzlů (35–38 mph; 56–61 km/h)                | Tropická bouře                   | Tropická bouře                | Tropická deprese              | Hluboká deprese                 | Tropická deprese              | Tropická porucha Tropická deprese Tropická níže |
| 9–10                          | 38–54 uzlů (44–62 mph; 70–100 km/h)          | 34–47 uzlů (39–54 mph; 63–87 km/h)                | Tropická bouře                   | Tropická bouře                | Tropická bouře                | Cyklonální bouře                | Mírná tropická bouře          | Kategorie 1 tropická cyklóna                    |
| 11                            | 55–63 uzlů (63–72 mph; 102–117 km/h)         | 48–55 uzlů (55–63 mph; 89–102 km/h)               | Tropická bouře                   | Tropická bouře                | Silná tropická bouře          | Silná cyklonální bouře          | Silná tropická bouře          | Kategorie 2 tropická cyklóna                    |
| 12+                           | 64–71 uzlů (74–82 mph; 119–131 km/h)         | 56–63 uzlů (64–72 mph; 104–117 km/h)              | Kategorie 1 hurikán              | Tajfun                        | Silná tropická bouře          | Silná cyklonální bouře          | Silná tropická bouře          | Kategorie 2 tropická cyklóna                    |
| 12+                           | 72–82 uzlů (83–94 mph; 133–152 km/h)         | 64–72 uzlů (74–83 mph; 119–133 km/h)              | Kategorie 1 hurikán              | Tajfun                        | Tajfun                        | Velmi silná cyklonální bouře    | Tropická cyklóna              | Kategorie 3 silná tropická cyklóna              |
| 12+                           | 83–95 uzlů (96–109 mph; 154–176 km/h)        | 73–83 uzlů (84–96 mph; 135–154 km/h)              | Kategorie 2 hurikán              | Tajfun                        | Tajfun                        | Velmi silná cyklonální bouře    | Tropická cyklóna              | Kategorie 3 silná tropická cyklóna              |
| 12+                           | 96–97 uzlů (110–112 mph; 178–180 km/h)       | 84–85 uzlů (97–98 mph; 156–157 km/h)              | Kategorie 3 silný hurikán        | Tajfun                        | Tajfun                        | Velmi silná cyklonální bouře    | Tropická cyklóna              | Kategorie 3 silná tropická cyklóna              |
| 12+                           | 98–112 uzlů (113–129 mph; 181–207 km/h)      | 86–98 uzlů (99–113 mph; 159–181 km/h)             | Kategorie 3 silný hurikán        | Tajfun                        | Tajfun                        | Extrémně silná cyklonální bouře | Silná tropická cyklóna        | Kategorie 4 silná tropická cyklóna              |
| 12+                           | 113–122 uzlů (130–140 mph; 209–226 km/h)     | 99–107 uzlů (114–123 mph; 183–198 km/h)           | Kategorie 4 silný hurikán        | Tajfun                        | Tajfun                        | Extrémně silná cyklonální bouře | Silná tropická cyklóna        | Kategorie 4 silná tropická cyklóna              |
| 12+                           | 123–129 uzlů (142–148 mph; 228–239 km/h)     | 108–113 uzlů (124–130 mph; 200–209 km/h)          | Kategorie 4 silný hurikán        | Tajfun                        | Tajfun                        | Extrémně silná cyklonální bouře | Silná tropická cyklóna        | Kategorie 5 silná tropická cyklóna              |
| 12+                           | 130–136 uzlů (150–157 mph; 241–252 km/h)     | 114–119 uzlů (131–137 mph; 211–220 km/h)          | Kategorie 4 silný hurikán        | Supertajfun                   | Tajfun                        | Super cyklonální bouře          | Velmi silná tropická cyklóna  | Kategorie 5 silná tropická cyklóna              |
| 12+                           | >137 uzlů (158 mph; 254 km/h)                | >120 uzlů (140 mph; 220 km/h)                     | Kategorie 5 silný hurikán        | Supertajfun                   | Tajfun                        | Super cyklonální bouře          | Velmi silná tropická cyklóna  | Kategorie 5 silná tropická cyklóna              |